# Indianapolis 500 1921
Indianapolis 500 1921 (oryg. 9th International 500-Mile Sweepstakes Race) – dziewiąta edycja wyścigu Indianapolis 500.

## Wyniki

### Kwalifikacje
W kwalifikacjach każdy z kierowców miał do przejechania 4 okrążenia, w którym mierzono prędkość. Średnia prędkość spośród 4 okrążeń decydowała o klasyfikacji.
| Poz. | Nr | Kierowca                    | Konstruktor | Czas         | Poz. s. |
| ---- | -- | --------------------------- | ----------- | ------------ | ------- |
| 1    | 4  | Ralph DePalma               | Ballot      | 162,141 km/h | 1       |
| 2    | 6  | Roscoe Sarles               | Duesenberg  | 158,278 km/h | 2       |
| 3    | 14 | André Boillot               | Sunbeam     | 157,071 km/h | 11      |
| 4    | 7  | Joe Boyer                   | Duesenberg  | 155,542 km/h | 3       |
| 5    | 25 | Joe Thomas                  | Duesenberg  | 154,898 km/h | 22      |
| 6    | 1  | Eddie Hearne                | Duesenberg  | 154,786 km/h | 4       |
| 7    | 10 | Howdy Wilcox                | Peugeot     | 154,496 km/h | 12      |
| 8    | 22 | Jules Ellingboe             | Frontenac   | 153,531 km/h | 5       |
| 9    | 24 | Jimmy Murphy                | Duesenberg  | 150,634 km/h | 19      |
| 10   | 16 | Ora Haibe                   | Sunbeam     | 150,473 km/h | 13      |
| 11   | 2  | Tommy Milton                | Frontenac   | 149,749 km/h | 20      |
| 12   | 8  | Ralph Mulford               | Frontenac   | 147,576 km/h | 21      |
| 13   | 19 | Jean Chassagne              | Peugeot     | 146,449 km/h | 6       |
| 14   | 28 | Cornelius Willett Van Ranst | Frontenac   | 142,185 km/h | 23      |
| 15   | 18 | Louis Fontaine              | Brett       | 142,104 km/h | 7       |
| 16   | 9  | Riley Brett                 | Duesenberg  | 141,300 km/h | 14      |
| 17   | 21 | Albert Guyot                | Duesenberg  | 141,267 km/h | 15      |
| 18   | 17 | Bennett Hill                | Brett       | 141,219 km/h | 16      |
| 19   | 23 | Percy Ford                  | Frontenac   | 140,012 km/h | 8       |
| 20   | 5  | Eddie Miller                | Duesenberg  | 134,943 km/h | 9       |
| 21   | 15 | René Thomas                 | Sunbeam     | 134,782 km/h | 17      |
| 22   | 3  | Ira Vail                    | Miller      | 132,529 km/h | 10      |
| 23   | 27 | Tom Alley                   | Frontenac   | 129,551 km/h | 18      |
| Poz. | Nr | Kierowca                    | Konstruktor | Czas         | Poz. s. |

### Wyścig
Źródło: ultimateracinghistory.com
| P  | + / –     | Nr | Kierowca                    | Konstruktor | Okr. | Czas / Strata     | Komentarz |
| -- | --------- | -- | --------------------------- | ----------- | ---- | ----------------- | --------- |
| 1  | 19        | 2  | Tommy Milton                | Frontenac   | 200  |                   |           |
| 2  | Bez zmian | 6  | Roscoe Sarles               | Duesenberg  | 200  |                   |           |
| 3  | 5         | 23 | Percy Ford                  | Frontenac   | 200  |                   |           |
| 4  | 5         | 5  | Eddie Miller                | Duesenberg  | 200  |                   |           |
| 5  | 8         | 16 | Ora Haibe                   | Sunbeam     | 200  |                   |           |
| 6  | 8         | 9  | Riley Brett                 | Duesenberg  | 200  |                   |           |
| 7  | 3         | 3  | Ira Vail                    | Miller      | 200  |                   |           |
| 8  | 7         | 21 | Albert Guyot                | Duesenberg  | 200  |                   |           |
| 9  | 12        | 8  | Ralph Mulford               | Frontenac   | 177  | +23 okr           |           |
| 10 | 7         | 15 | René Thomas                 | Sunbeam     | 144  | Wyciek wody       |           |
| 11 | 7         | 27 | Tom Alley                   | Frontenac   | 133  | Pręt              |           |
| 12 | 11        | 4  | Ralph DePalma               | Ballot      | 112  | Pręt              |           |
| 13 | 9         | 1  | Eddie Hearne                | Duesenberg  | 111  | Wyciek oleju      |           |
| 14 | 5         | 24 | Jimmy Murphy                | Duesenberg  | 107  | Wypadek           |           |
| 15 | 1         | 17 | Bennett Hill                | Brett       | 91   | Hit               |           |
| 16 | 7         | 28 | Cornelius Willett Van Ranst | Frontenac   | 87   | Wyciek wody       |           |
| 17 | 14        | 7  | Joe Boyer                   | Duesenberg  | 74   | Tylna oś          |           |
| 18 | 12        | 19 | Jean Chassagne              | Peugeot     | 65   |                   |           |
| 19 | 14        | 22 | Jules Ellingboe             | Frontenac   | 49   | Układ kierowniczy |           |
| 20 | 9         | 14 | André Boillot               | Sunbeam     | 41   | Pręt              |           |
| 21 | 14        | 18 | Louis Fontaine              | Brett       | 33   | Wypadek           |           |
| 22 | Bez zmian | 25 | Joe Thomas                  | Duesenberg  | 25   | Wypadek           |           |
| 23 | 11        | 10 | Howdy Wilcox                | Peugeot     | 22   | Pręt              |           |
| P  | + / –     | Nr | Kierowca                    | Konstruktor | Okr. | Czas / Strata     | Komentarz |